# Birkenfelde
Birkenfelde là một đô thị thuộc huyện Eichsfeld, Đức. Đô thị này có diện tích 8,34 km², dân số thời điểm 31 tháng 12 năm 2006 là 602 người.